# Alan Moore
 For trommeslageren af samme navn, se Alan Moore (trommeslager).
Alan Moore (født 18. november 1953 i Northampton, England) er en prisvindende britisk forfatter, mest kendt for sine tegneserier, inklusive de bredt anerkendte Watchmen, V For Vendetta, og From Hell.
Moore er ofte blevet omtalt som en af de vigtigste britiske forfattere gennem de sidste 50 år.
Moore har ved visse lejligheder skrevet under pseudonymerne Curt Vile, Jill de Ray og Translucia Baboon.
Moore startede ud med at skrive for britiske alternative og undergrunds-fanzines i slutningen af 1970'erne. Siden hen skrev han tegneserie-striber for magasiner som 2000 AD og Warrior, og opnåede her en vis succes. Han blev efterfølgende opdaget af det amerikanske tegneserieforlag DC Comics, og blev den første brite til at skabe fremtrædende tegneserier i USA.
Hos DC Comics arbejdede Moore bl.a. på superhelteserier som Batman og Superman. Det var også omkring denne tid at han skrev den nu berømte 12-hæfters maxi-serie Watchmen.
Igennem sit arbejde har Moore bidraget betydeligt til en større anerkendelse af tegneserien som respekteret medie og kunstform, og er efterfølgende blevet tilskrevet faderrollen til begrebet en "grafisk roman".
I de sene 1980'erne og de tidlige 90'ere forlod Moore den store kommercielle mainstream-tegneserieindustri, og blev uafhængig forfatter.
I denne tid skrev han bl.a. From Hell og en novelle kaldet Voice of the Fire.
Efterfølgende vendte Moore tilbage til den etablerede tegneserieindustri hvor han arbejdede for Image Comics før han udviklede sit eget forlag America's Best Comics, et datterforlag til WildStorm.
Igennem dette forlag har han udgivet værker som The League of Extraordinary Gentlemen og den okkultisme-inspirerede Promethea.
Trods personlig modstand er flere af Alan Moores værker blevet filmatiseret som Hollywood-film. Heriblandt From Hell, Det hemmelighedsfulde selskab, V for Vendetta og Watchmen.
Privat har Alan Moore en nyhedensk livsanskuelse, og er okkultist, vegetar og anarkist, temaer som tit bliver afspejlet i hans værker. Derudover er han udøver af ceremoniel magi og er kendt for at opføre okkultisk avantgardistisk spoken word. Noget af dette er udgivet på CD.

## Filmatiseringer
| År   | Titel                                 | Instruktør(er)                | Studie(r)                                                                                       | Baseret på                                              | Budget       | Indtjening     | Rotten Tomatoes |
| År   | Titel                                 | Instruktør(er)                | Studie(r)                                                                                       | Baseret på                                              | USD$         | USD$           | Rotten Tomatoes |
| ---- | ------------------------------------- | ----------------------------- | ----------------------------------------------------------------------------------------------- | ------------------------------------------------------- | ------------ | -------------- | --------------- |
| 2001 | From Hell                             | Albert Hughes og Allen Hughes | 20th Century Fox                                                                                | From Hell af Moore og Eddie Campbell                    | $35 million  | $74.5 million  | 57%             |
| 2003 | The League of Extraordinary Gentlemen | Stephen Norrington            | 20th Century Fox Angry Films International Production Company JD Productions                    | Det hemmelighedsfulde selskab af Moore og Kevin O'Neill | $78 million  | $179.3 million | 17%             |
| 2005 | V for Vendetta                        | James McTeigue                | Warner Bros. Virtual Studios Silver Pictures Anarchos Productions                               | V for Vendetta af Moore og David Lloyd                  | $54 million  | $132.5 million | 73%             |
| 2009 | Watchmen                              | Zack Snyder                   | Warner Bros. Paramount Pictures Legendary Pictures Lawrence Gordon Productions DC Entertainment | Watchmen af Moore og Dave Gibbons                       | $130 million | $185.3 million | 65%             |
| 2016 | Batman: The Killing Joke              | Sam Liu                       | Warner Bros. DC Entertainment Warner Bros. Animation                                            | Batman: The Killing Joke af Moore og Brian Bolland      | $3.5 million | $4.3 million   | 48%             |